# Hoya valmayoriana
Hoya valmayoriana är en oleanderväxtart som beskrevs av Kloppenb., Guevarra och Carandang. Hoya valmayoriana ingår i släktet Hoya och familjen oleanderväxter. Inga underarter finns listade i Catalogue of Life.